# John White Alexander
John White Alexander (Allegheny, Pensilvânia, 7 de outubro de 1856 — Nova Iorque, 31 de maio de 1915) foi um pintor e ilustrador americano.

## Juventude
Alexander nasceu em Allegheny, Pensilvânia, agora parte de Pittsburgh, Pensilvânia. Órfão na infância, foi criado pelos avós e, aos doze anos de idade, tornou-se um garoto do telégrafo em Pittsburgh. Edward J. Allen tornou-se um dos primeiros apoiadores e patrono de John W. Alexander, adotando o órfão Alexander enquanto trabalhava na Pacific e Atlantic Telegraph Co. quando jovem. Allen levou Alexander para a casa de Allen em "Edgehill", onde Alexander pintou vários membros da família Allen, incluindo o coronel Allen. Seu talento em desenhar atraiu a atenção de um de seus empregadores, que o ajudou a desenvolvê-los.

## Treinamento
Mudou-se para Nova Iorque, com a idade de dezoito anos e trabalhou em um escritório da revista Harper's Weekly, onde foi ilustrador  e caricaturista político, na mesma época de Abbey, Pennell, Pyle, e de outros consagrados ilustradores. Após um estágio de três anos, viajou para Munique para o seu primeiro treinamento formal. Devido à falta de fundos, transferiu-se para a vila de Polling, na Baviera, e trabalhou com Frank Duveneck. Eles viajaram para Veneza, onde aprendeu com os conselhos de Whistler, e então continuou seus estudos em Florença, Itália, nos Países Baixos e em Paris.
Em 1881 retornou a Nova Iorque e rapidamente alcançou grande sucesso na arte do retrato, tendo entre seus modelos: Oliver Wendell Holmes, John Burroughs, Henry G. Marquand, R. A. L. Stevenson, e o presidente McCosh da Universidade de Princeton.

## Família
Alexander foi casado com Elizabeth Alexander Alexander, filha de James Waddell Alexander, presidente da Equitable Life Assurance Society na época do escândalo do Hyde Ball. Os Alexanders tiveram um filho, o matemático James Waddell Alexander.

## Obras
Muitas de suas pinturas estão em museus e espaços públicos nos Estados Unidos e na Europa, incluindo o Metropolitan Museum of Art, o Brooklyn Museum, o Los Angeles County Museum of Art, o Museu de Belas Artes de Boston, o Butler Institute of American Art, e a Biblioteca do Congresso em Washington, D.C.. Além disso, no hall de entrada para o Museu de Arte do Instituto Carnegie em Pittsburgh, uma série de murais de Alexander intitulada "Apoteose de Pittsburgh" (1905-1907) cobre as paredes da área do átrio de três andares.
Artista de Alexander A prova de seu retrato de Whitman, assinado pelo artista em abril de 1911, está na Coleção Walt Whitman da Universidade da Pensilvânia.

## Galeria

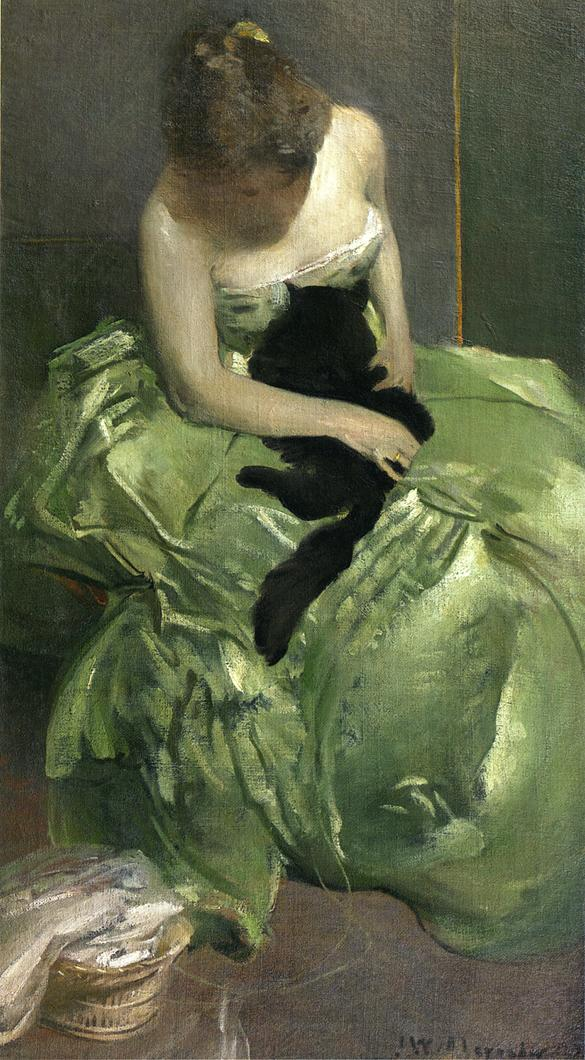
Mulher no vestido verde, 1890
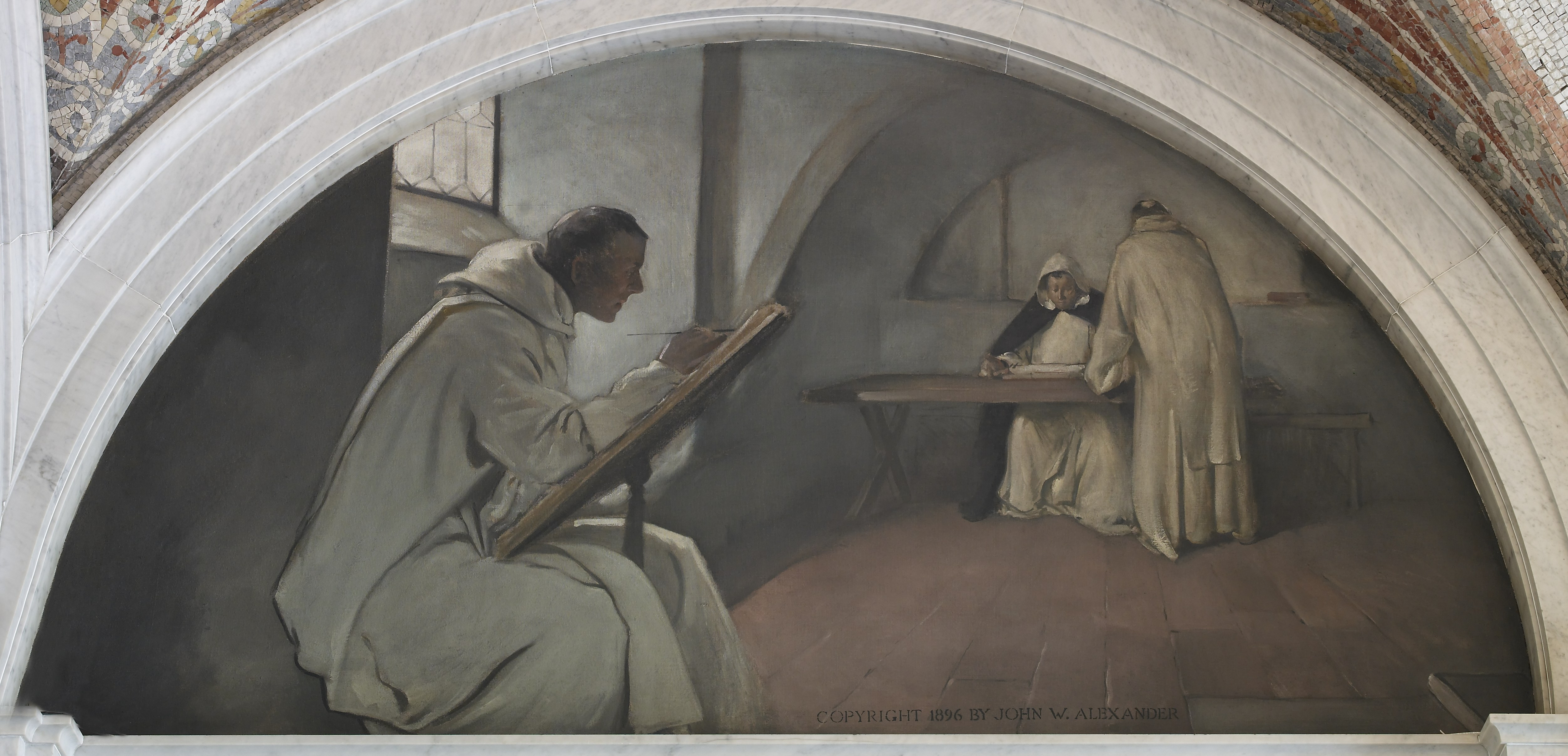
Mural do livro manuscrito, 1896
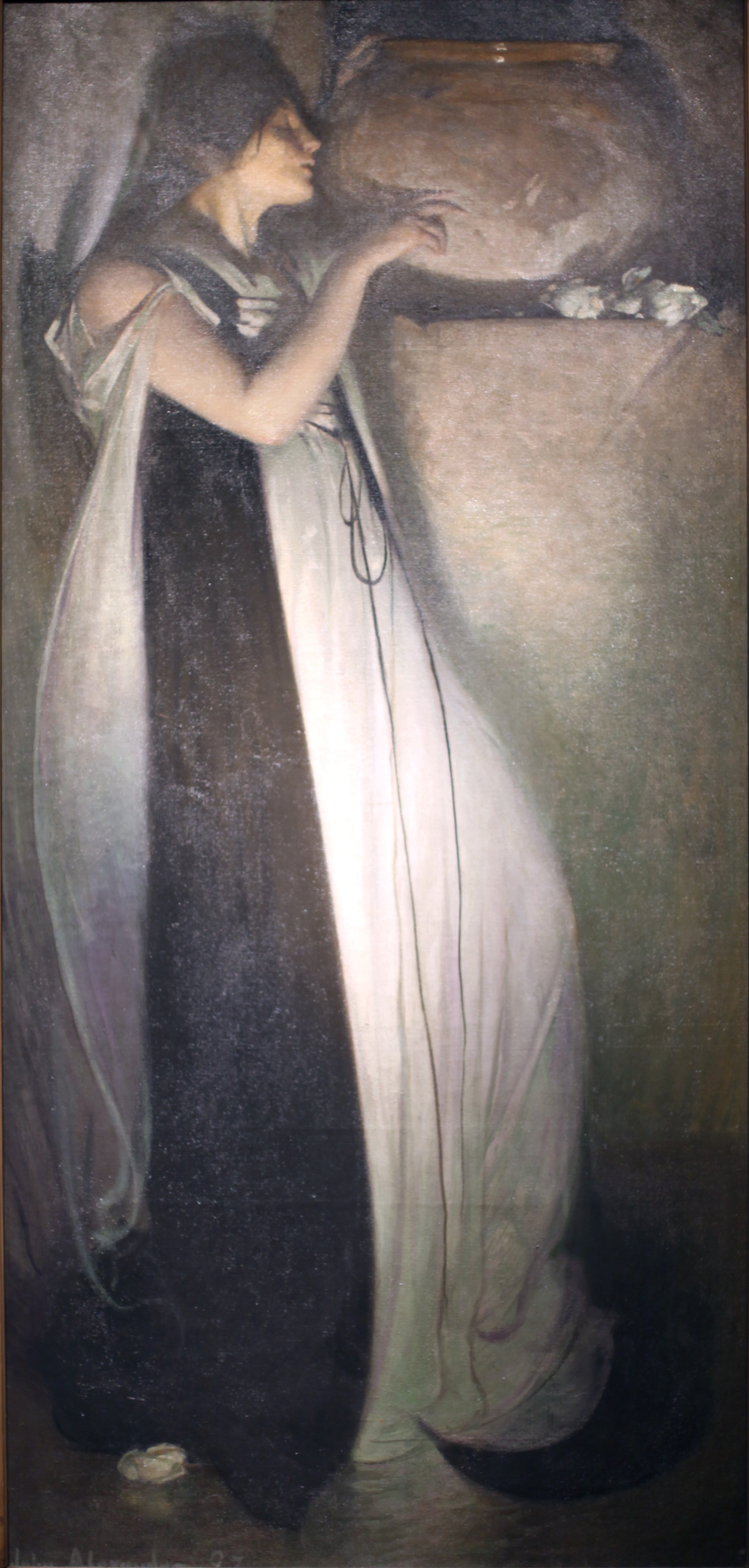
Isabela e o pote de manjericão, 1897
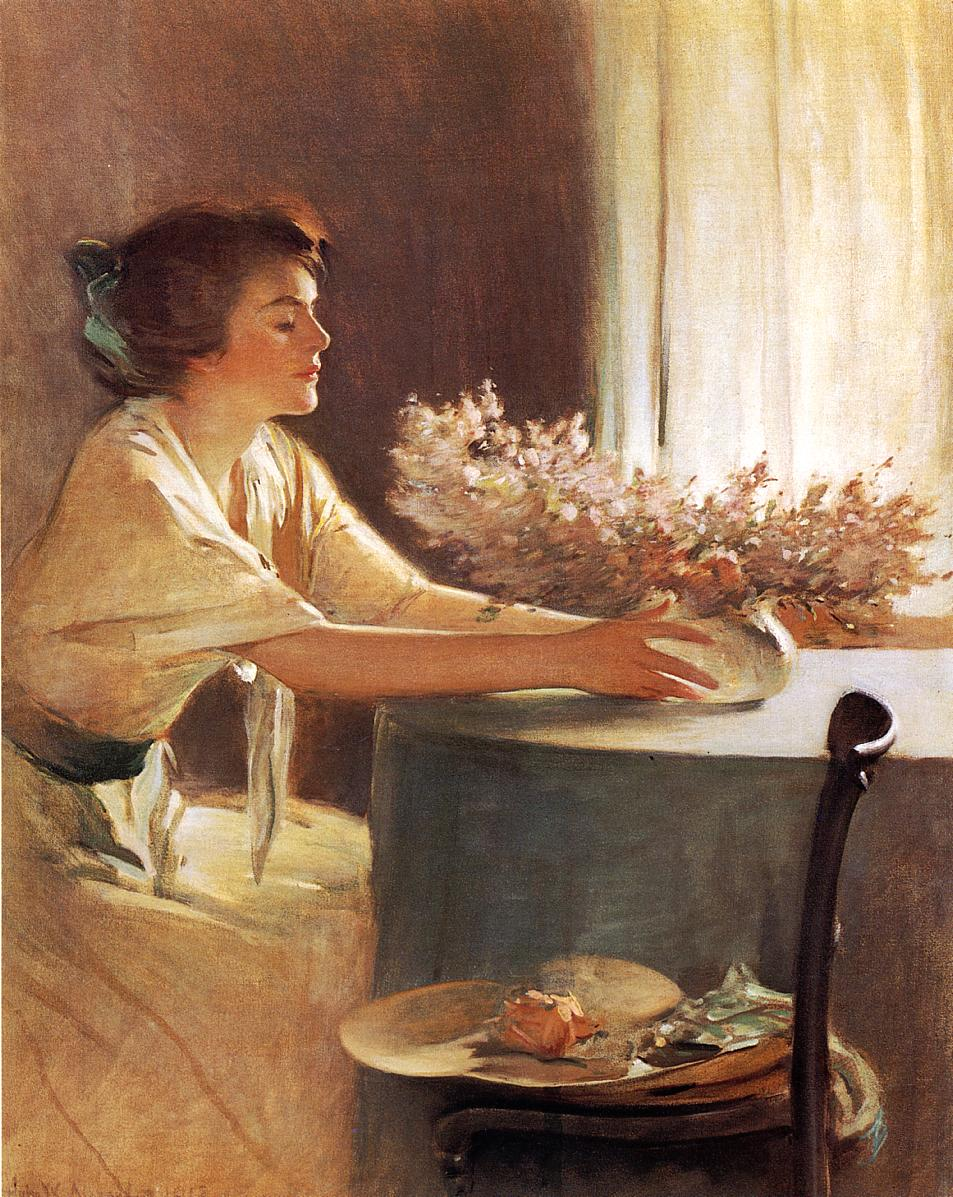
Mulher com flores silvestres, 1912
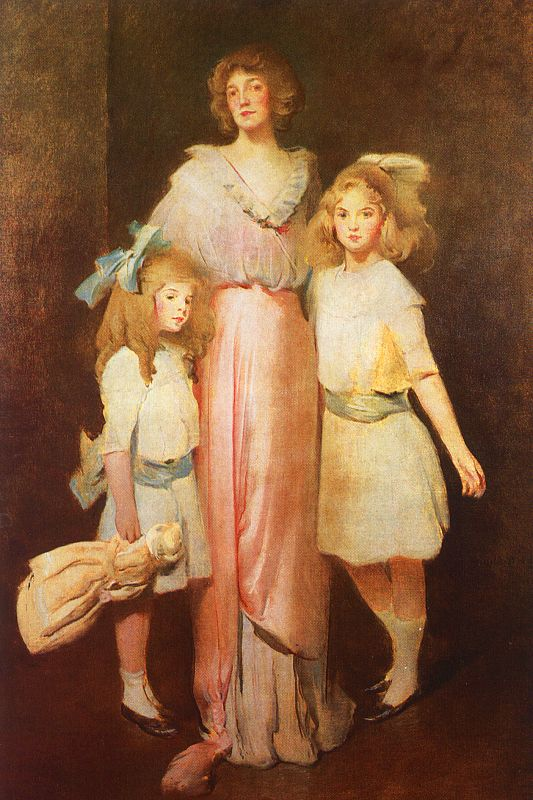
Senhora Daniels com suas duas filhas, 1913

## Prêmios e honras
Sua primeira exposição no Salon de Paris de 1893 foi um brilhante sucesso e foi seguido por sua eleição imediata para a Société Nationale des Beaux-Arts. Muitos prêmios adicionais foram concedidos a ele. Em 1889 pintou para a Senhora Jeremiah Milbank um retrato de Walt Whitman e um de seu marido, Jeremiah Milbank. Em 1901 foi nomeado Cavaleiro da Legião de Honra, e em 1902 tornou-se membro da Academia Nacional de Desenho, onde atuou como presidente de 1909 a 1915. Foi membro da American Academy of Arts and Letters, e presidente da National Society of Mural Painters (1914-1915). Entre as medalhas de ouro que recebeu estão a da Exposição Universal de 1900 e a da World's Fair em St. Louis, Missouri (1904).